# Joseph Maria von Colloredo
Il conte Joseph Maria von Colloredo (Ratisbona, 11 settembre 1735 – Vienna, 26 novembre 1818) è stato un generale austriaco.

## Biografia
Joseph Maria era il quartogenito ed il terzo maschio dei figli di Rudolph Joseph von Colloredo-Waldsee (1706–1788) e di sua moglie, Marie Gabriele von Starhemberg (1707–1793). Suoi fratelli furono il celebre Hieronymus von Colloredo (1732–1812), arcivescovo di Salisburgo e primo datore di lavoro di Mozart, il principe e vicecancelliere imperiale Franz de Paula Gundaker von Colloredo-Mansfeld (1706-1788) ed il feldmaresciallo Wenzel Joseph von Colloredo (1739-1822).
Sin da giovane decise di intraprendere la carriera militare nel contingente del Sovrano Militare Ordine di Malta dell'esercito imperiale, distinguendosi più volte nel corso della guerra dei Sette anni dove combatté a Štěrbohol e nella battaglia di Újezd, venendo per un breve periodo di tempo fatto prigioniero a Breslavia.
Nel 1763 venne promosso al grado di maggiore generale e nel 1769 divenne proprietario del 57º reggimento di fanteria. Vice-Feldmaresciallo e consigliere di guerra dell'imperatore, nel 1777 accompagnò Giuseppe II del Sacro Romano Impero in Francia e divenne quindi comandante in capo dell'artiglieria imperiale che contribuì a riformare significativamente.
Sebbene proposto per la gran croce dell'Ordine di Maria Teresa nel 1784, la più alta onorificenza miliare imperiale, rifiutò tale onore a motivo della sua appartenenza all'ordine di Malta. In riconoscenza, il suo ordine lo nominò Gran Priore di Boemia, e mantenenne tale carica dal 1791 sino alla propria morte, battendosi più volte affinché l'ordine non venisse abolito. Provò a far portare la sede dell'ordine a Vienna, ma non vi riuscì e per questo venne prescelto per il ruolo di ambasciatore dell'organizzazione presso la corte imperiale. La sua carica, per quanto rilevante, non gli consentì di impedire il sequestro di sette commende dell'ordine in Slesia da parte del re Federico Guglielmo III di Prussia.
Prese parte all'ottava guerra austro-turca (1787–1792) e si distinse nell'attacco alla fortezza di Šabacka, e nella campagna successiva guidò l'attacco a Belgrado. Come feldmaresciallo comandò le truppe di guardia al confine prussiano fino ai negoziati di pace al Congresso di Reichenbach (1790). Nel dopoguerra Colloredo venne nominato Ministro di Stato e presidente del Consiglio di Guerra di corte. Era ancora attivo nel 1813-1814.
Joseph Maria non si sposò mai e non ebbe figli.

## Ascendenza
|                                         |                                  |                                                  | Genitori                                     |  |  | Nonni |  |  | Bisnonni                |  |  | Trisnonni               |  |
|                                         |                                  |                                                  |                                              |  |  |       |  |  | Ferdinand von Colloredo |  |  | Fabius II von Colloredo |  |
|                                         |                                  |                                                  |                                              |  |  |       |  |  | Ferdinand von Colloredo |  |  | Fabius II von Colloredo |  |
|                                         |                                  | Claudia von Colloredo                            |                                              |  |  |       |  |  | Ferdinand von Colloredo |  |  |                         |  |
| Hyeronimus von Colloredo-Waldsee        |                                  |                                                  |                                              |  |  |       |  |  | Ferdinand von Colloredo |  |  |                         |  |
|                                         |                                  | Felicita Rabatta                                 | Giambattista Rabatta                         |  |  |       |  |  |                         |  |  |                         |  |
|                                         |                                  | Felicita Rabatta                                 | Giambattista Rabatta                         |  |  |       |  |  |                         |  |  |                         |  |
|                                         |                                  | Felicita Rabatta                                 | Isabella Catherina Thurn-Valsassina          |  |  |       |  |  |                         |  |  |                         |  |
| Rudolph Joseph von Colloredo-Waldsee    |                                  | Felicita Rabatta                                 |                                              |  |  |       |  |  |                         |  |  |                         |  |
|                                         |                                  | Wenceslaus Norbert Kinsky zu Wchinitz und Tettau | Jan Oktavian Kinsky von Wchinitz und Tettau  |  |  |       |  |  |                         |  |  |                         |  |
|                                         |                                  | Wenceslaus Norbert Kinsky zu Wchinitz und Tettau | Jan Oktavian Kinsky von Wchinitz und Tettau  |  |  |       |  |  |                         |  |  |                         |  |
|                                         |                                  | Wenceslaus Norbert Kinsky zu Wchinitz und Tettau | Margaretha Magdalena von Porcia und Brugnera |  |  |       |  |  |                         |  |  |                         |  |
| Felicita Kinsky von Wchinitz und Tettau |                                  | Wenceslaus Norbert Kinsky zu Wchinitz und Tettau |                                              |  |  |       |  |  |                         |  |  |                         |  |
|                                         |                                  | Anna Franziska Barbara zu Martinicz              | Maximilián Valentin Bořita z Martinic        |  |  |       |  |  |                         |  |  |                         |  |
|                                         |                                  | Anna Franziska Barbara zu Martinicz              | Maximilián Valentin Bořita z Martinic        |  |  |       |  |  |                         |  |  |                         |  |
|                                         |                                  | Anna Franziska Barbara zu Martinicz              | Anna Katerina Bukůvková z Bukůvky            |  |  |       |  |  |                         |  |  |                         |  |
| Joseph Maria von Colloredo-Mansfeld     |                                  | Anna Franziska Barbara zu Martinicz              |                                              |  |  |       |  |  |                         |  |  |                         |  |
|                                         | Konrad Balthasar von Starhemberg | Paul Jackob von Starhemberg                      |                                              |  |  |       |  |  |                         |  |  |                         |  |
|                                         | Konrad Balthasar von Starhemberg | Paul Jackob von Starhemberg                      |                                              |  |  |       |  |  |                         |  |  |                         |  |
|                                         | Konrad Balthasar von Starhemberg | Dorothea von Stubenberg                          |                                              |  |  |       |  |  |                         |  |  |                         |  |
| Gundakar Thomas von Starhemberg         | Konrad Balthasar von Starhemberg |                                                  |                                              |  |  |       |  |  |                         |  |  |                         |  |
|                                         |                                  | Francesca Caterina Cavriani                      | Federico Carlo Cavriani                      |  |  |       |  |  |                         |  |  |                         |  |
|                                         |                                  | Francesca Caterina Cavriani                      | Federico Carlo Cavriani                      |  |  |       |  |  |                         |  |  |                         |  |
|                                         |                                  | Francesca Caterina Cavriani                      | Elisabeth von Meggau                         |  |  |       |  |  |                         |  |  |                         |  |
| Maria Gabriella von Starhemberg         |                                  | Francesca Caterina Cavriani                      |                                              |  |  |       |  |  |                         |  |  |                         |  |
|                                         |                                  | Johann Quintin Jorger zu Tollet                  | Johann Helfreich Jörger von Tollet           |  |  |       |  |  |                         |  |  |                         |  |
|                                         |                                  | Johann Quintin Jorger zu Tollet                  | Johann Helfreich Jörger von Tollet           |  |  |       |  |  |                         |  |  |                         |  |
|                                         |                                  | Johann Quintin Jorger zu Tollet                  | Elise Polyxena von Althann                   |  |  |       |  |  |                         |  |  |                         |  |
| Maria Josepha Joerger zu Tollet         |                                  | Johann Quintin Jorger zu Tollet                  |                                              |  |  |       |  |  |                         |  |  |                         |  |
|                                         |                                  | Maria Rosalia von Losenstein-Gschwendt           | Georg Achaz von Losenstein-Gschwendt         |  |  |       |  |  |                         |  |  |                         |  |
|                                         |                                  | Maria Rosalia von Losenstein-Gschwendt           | Georg Achaz von Losenstein-Gschwendt         |  |  |       |  |  |                         |  |  |                         |  |
|                                         |                                  | Maria Rosalia von Losenstein-Gschwendt           | Maria Franziska von Mansfeld-Vordeort        |  |  |       |  |  |                         |  |  |                         |  |
|                                         |                                  | Maria Rosalia von Losenstein-Gschwendt           |                                              |  |  |       |  |  |                         |  |  |                         |  |